# مسابقات جهانی ژیمناستیک هنری ۱۹۶۲
مسابقات جهانی ژیمناستیک هنری ۱۹۶۲ پانزدهمین دوره مسابقات جهانی ژیمناستیک هنری است که در پراگ، چکسلواکی از ۳ تا ۸ ژوئیه ۱۹۶۲ میلادی برگزار شده است.

## جدول مدال‌ها
| رتبه | کشور               | طلا | نقره | برنز | مجموع |
| ۱    | اتحاد جماهیر شوروی | ۶   | ۸    | ۵    | ۱۹    |
| ۲    | ژاپن               | ۴   | ۴    | ۵    | ۱۳    |
| ۳    | چکسلواکی           | ۳   | ۳    | ۲    | ۸     |
| ۴    | یوگسلاوی           | ۲   | ۰    | ۰    | ۲     |
| 5=   | چین                | ۰   | ۰    | ۱    | ۱     |
| 5=   | مجارستان           | ۰   | ۰    | ۱    | ۱     |
| 5=   | ایتالیا            | ۰   | ۰    | ۱    | ۱     |